# Figuras especiales

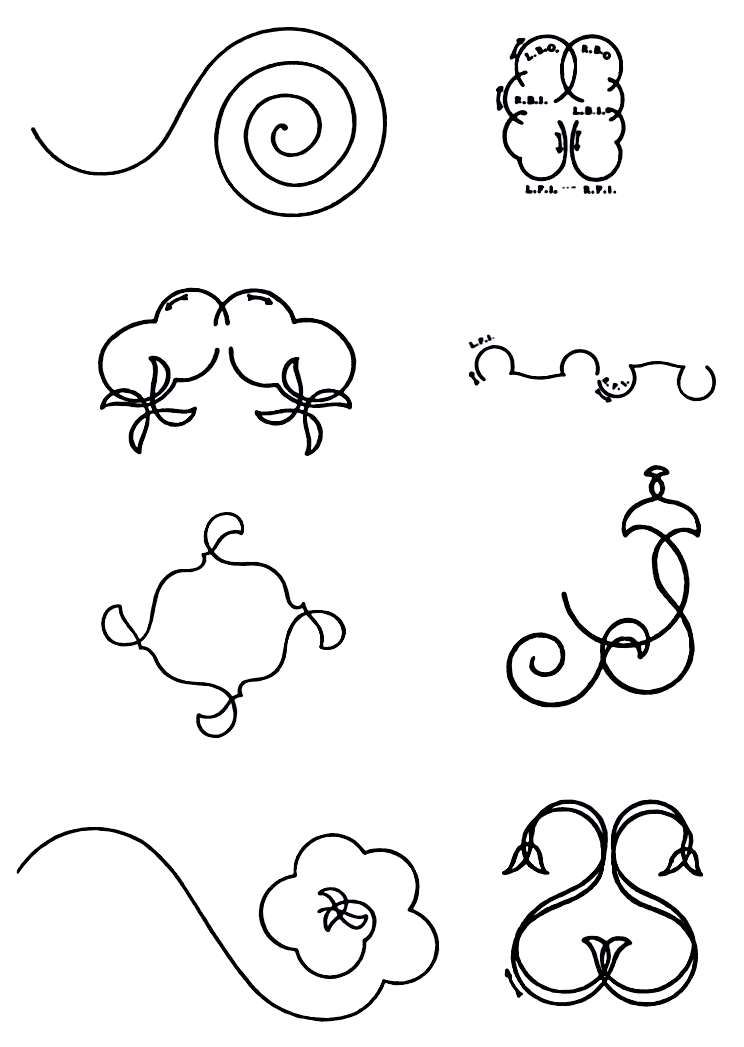
Dibujo de una selección de figuras especiales.

Las Figuras especiales fueron un componente del patinaje sobre hielo a finales del siglo XIX y principios del XX. Consisistían en la realización de determinados patrones sobre el hielo mediante la utilización de tan solo uno de los patines. Ello requería un gran equilibrio por parte del patinador.
Las figuras especiales incluían estrellas, rosetas, cruces y otros trazados inventados por los patinadores. El trazado de elaborados patrones sobre el hielo fue una de las características principales de las escuelas británica y estadounidense de patinaje. Poco a poco las figuras especiales comenzaron a ser desplazadas por el "estilo internacional" de patinaje que permitía una mayor libertad de movimientos y la utilización de música
Las figuras especiales formaron parte del programa olímpico de los Juegos Olímpicos de 1908. Nikolai Panin logró la victoria. 